# Eragrostis soratensis
Eragrostis soratensis är en gräsart som beskrevs av Elizabeth Elisabeth Jedwabnick. Eragrostis soratensis ingår i släktet kärleksgrässläktet, och familjen gräs. Inga underarter finns listade i Catalogue of Life.